# Paweł Samuel Zaranek Horbowski
Paweł Samuel Zaranek Horbowski herbu Korczak (zm. 27 lipca 1674 roku) – stolnik brzeskolitewski w latach 1640–1673, sekretarz Jego Królewskiej Mości, pisarz grodzki żmudzki w latach 1641-1643.
W 1648 roku był elektorem Jana II Kazimierza Wazy z województwa brzeskolitewskiego. Poseł na sejm 1662 roku z Księstwa Żmudzkiego. Podpisał pacta conventa Michała Korybuta Wiśniowieckiego w 1669 roku. 
Elektor Jana III Sobieskiego z Księstwa Żmudzkiego w 1674 roku. 